# The Graduate (colonna sonora)
The Graduate, anche chiamato The Graduate Original Soundtrack e in Italia intitolato Il laureato, è l'album contenente la colonna sonora del film Il laureato, pubblicato il 21 gennaio 1968. 
La colonna sonora di Simon and Garfunkel raggiunge la prima posizione nella Billboard 200 per nove settimane ed in Australia, la seconda in Norvegia e Spagna e la terza in Francia e nel Regno Unito.

## Tracce
1. The Sound of Silence
2. The Singleman Party Foxtrot
3. Mrs. Robinson (strumentale)
4. Sunporch Cha-Cha-Cha
5. Scarborough Fair
6. On the Strip
7. April Come She Will
8. The Folks
9. Scarborough Fair
10. A Great Effect
11. The Big Bright Green Pleasure Machine
12. Whew
13. Mrs. Robinson
14. The Sound of Silence